# Eulithis circumscripta
Eulithis circumscripta är en fjärilsart som beskrevs av Embrik Strand 1901. Eulithis circumscripta ingår i släktet Eulithis och familjen mätare. Inga underarter finns listade i Catalogue of Life.